# Bomb the Bass
Bomb the Bass — музыкальный проект британского диджея и продюсера Тима Сайменона.
Сайменон родился в Лондоне в 1968 году, работал в лондонском клубе Wag. Его дебютный сингл «Beat Dis» из альбома Into the Dragon в 1988 году занял второе место в хит-параде Великобритании. Тогда же он стал первым диджеем, попавшим на обложку британской газеты New Musical Express. Следующие два сингла «Megablast/Don’t Make Me Wait» и «Say a Little Prayer» также вошли в десятку британского чарта. В том же году Сайменон был сопродюсером двух хитов Нене Черри — «Buffalo Stance» и «Manchild», а также спродюсировал композицию «Killer» Adamski и занимался сведением сингла «Crazy» Сила.
Второй студийный альбом Unknown Territory вышел в 1991 году и был поддержан синглом «Winter in July», снова вошедшим в топ-10 Великобритании.
В 1997 году был продюсером альбома Ultra Depeche Mode.

## Дискография
Студийные альбомы
- Into The Dragon (1988)
- Unknown Territory (1991)
- Clear (1995)
- Future Chaos (2008)
- Back to Light (2010)
- In the Sun (2013)